# Tennessee

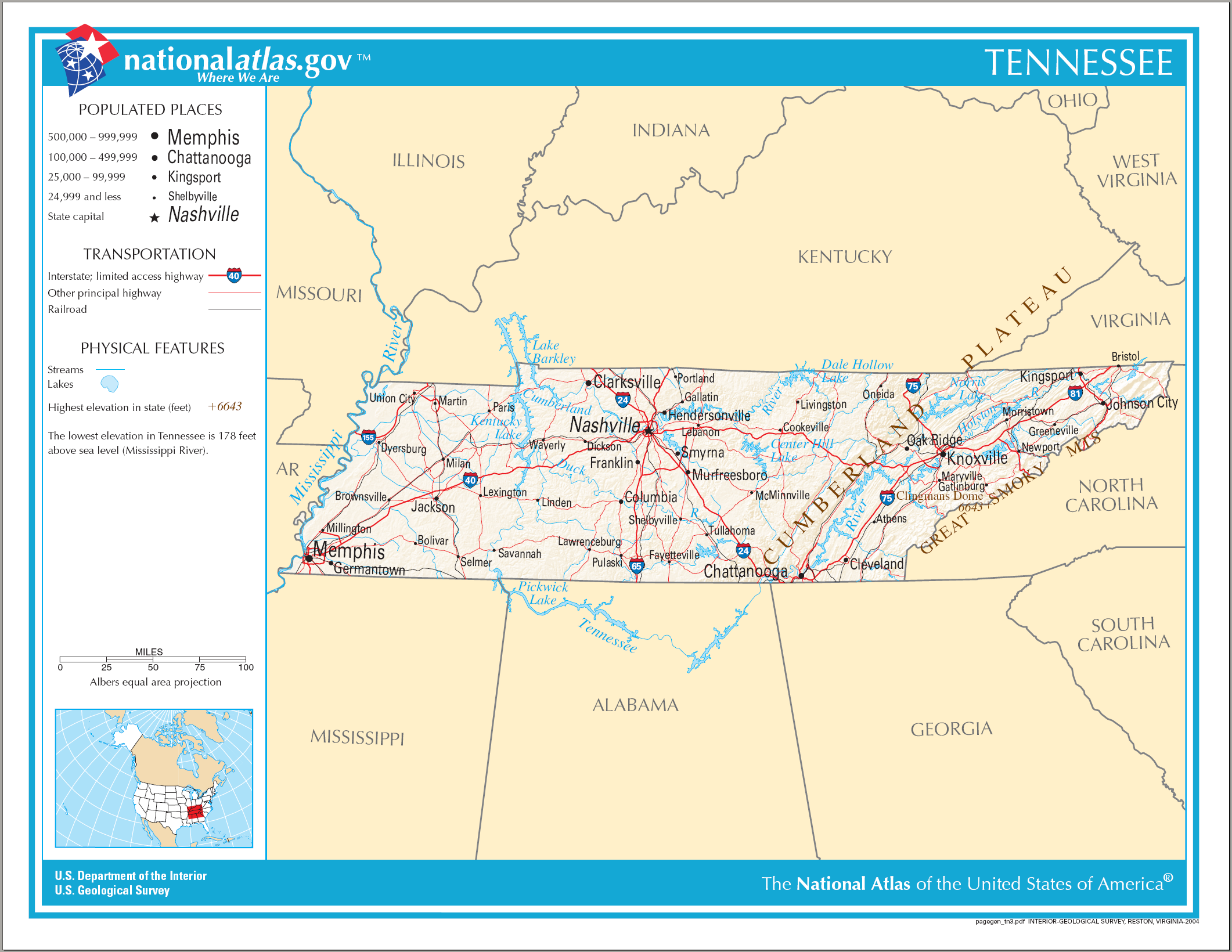
Mapa stanu

Tennessee (wymowa: /tɛnɪˈsiː/ⓘ) – stan na południowym wschodzie Stanów Zjednoczonych. Graniczy z ośmioma stanami, na północy z Kentucky i Wirginią, na wschodzie z Karoliną Północną, na południu z Georgią, Alabamą, Missisipi, a na zachodzie z Arkansas i Missouri.
Stan odegrał ważną rolę w wojnie secesyjnej, gdzie rozegrano wiele ważnych bitew, w tym bitwę pod Shiloh, która była wówczas najbardziej śmiercionośną bitwą w historii Ameryki. Więcej bitew stoczono jedynie w sąsiedniej Wirginii.
Obszar metropolitalny Nashville–Davidson–Murfreesboro jest największy w stanie i liczy ponad 2,1 mln mieszkańców.
Swoje siedziby mają tutaj takie firmy jak FedEx, International Paper, Dollar General, AutoZone, Tractor Supply i HCA Holdings.

## Symbole stanu
- Dewiza: Agriculture and Commerce („Rolnictwo i handel”)
- Przydomek: Volunteer State („Stan ochotników” – dotyczy udziału mieszkańców stanu w wojnie roku 1812)
- Symbole: przedrzeźniacz, tulipanowiec amerykański, irys

## Historia
- 1541 – na terytorium obecnego stanu dotarła ekspedycja Hernando de Soto.
- 1763 – poprzez traktat paryski obszar został włączony do posiadłości angielskich.
- 1784 – terytorium zostało ogłoszone „stanem” Franklina.
- 1796 – Tennessee stało się jednym ze stanów USA.
- 1866 – w miejscowości Pulaski zawiązana została organizacja Ku Klux Klan.
- 1968 – w Memphis od kuli zamachowca zginął Martin Luther King.

## Geografia
Stan o bardzo wydłużonym kształcie. Wschodnia część stanu jest górzysta (Appalachy), środkową stanowi dolina Tennessee, a zachodnią wyżyna Cumberland i dolina Missisipi. W krajobrazie stanu dominują rolnictwo i leśnictwo. Roślinność stanowią lasy liściaste (zachód), mieszane (wschód) i jodłowo-świerkowe w górach.
- Klimat: podzwrotnikowy wilgotny, średnia temp. w styczniu 4–5 st. C, w lipcu 25–27 st. C
- Główne rzeki: Missisipi, Cumberland i Tennessee
- Najwyższy szczyt: Clingmans Dome (2025 m n.p.m.)
- Liczba hrabstw: 95 (lista)
- Największe hrabstwo: Shelby
- Liczba parków stanowych: 50

Jest w dwóch strefach czasowych: East Tennessee w UTC-05:00 i Middle Tennessee oraz West Tennessee w UTC-06:00. W Tennessee znajduje się więcej jaskiń niż w jakimkolwiek innym stanie. Ponad 10 tys. (20%) amerykańskich jaskiń znajduje się w Tennessee.

### Miasta
Na terenie stanu Tennessee znajduje się 345 miast (city lub town), w tym 6 o liczbie ludności przekraczającej 100 000, 62 powyżej 10 000 mieszkańców, a 230 powyżej 1000 mieszkańców (2021 r.).
Lista miast zamieszkanych przez 7500 lub więcej osób (2021 r.):

- Nashville (678 851)
- Memphis (628 127)
- Knoxville (192 648)
- Chattanooga (182 113)
- Clarksville (170 957)
- Murfreesboro (157 519)
- Franklin (85 469)
- Johnson City (71 278)
- Jackson (68 114)
- Hendersonville (62 257)
- Bartlett (57 318)
- Kingsport (55 582)
- Smyrna (55 518)
- Spring Hill (53 339)
- Collierville (51 343)
- Cleveland (47 955)
- Gallatin (46 902)
- Brentwood (45 491)
- Columbia (43 340)
- Germantown (41 034)
- Lebanon (40 888)
- Mount Juliet (40 766)
- La Vergne (39 091)
- Cookeville (35 138)
- Maryville (32 263)
- Oak Ridge (31 824)
- Morristown (30 777)
- Bristol (27 530)
- Farragut (24 422)
- Shelbyville (23 743)
- East Ridge (21 961)
- Tullahoma (20 665)
- Springfield (19 065)
- Sevierville (18 662)
- Goodlettsville (17 344)
- Dickson (16 085)
- Dyersburg (16 024)
- Greeneville (15 495)
- Nolensville (15 487)
- Arlington (14 448)
- Athens (14 225)
- Elizabethton (14 015)
- McMinnville (13 861)
- Lakeland (13 805)
- White House (13 661)
- Portland (13 341)
- Soddy-Daisy (13 091)
- Manchester (12 624)
- Lewisburg (12 483)
- Crossville (12 268)
- Hartsville (12 035)
- Red Bank (11 873)
- Lawrenceburg (11 726)
- Collegedale (11 621)
- Alcoa (11 375)
- Union City (11 107)
- Martin (10 515)
- Millington (10 508)
- Lenoir City (10 361)
- Paris (10 341)
- Atoka (10 192)
- Clinton (10 055)
- Fairview (9662)
- Brownsville (9661)
- Winchester (9546)
- Oakland (9520)
- Signal Mountain (8834)
- Covington (8616)
- Jefferson City (8262)
- Pulaski (8231)
- Milan (8170)
- Thompson's Station (7960)
- Lexington (7915)
- Humboldt (7855)
- Ripley (7785)

## Demografia

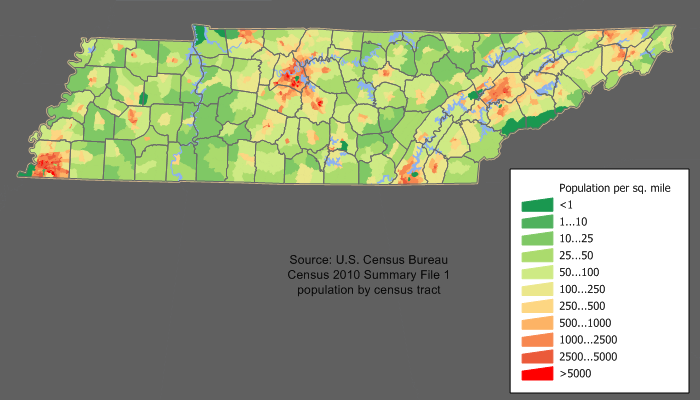
Mapa gęstości zaludnienia w Tennessee

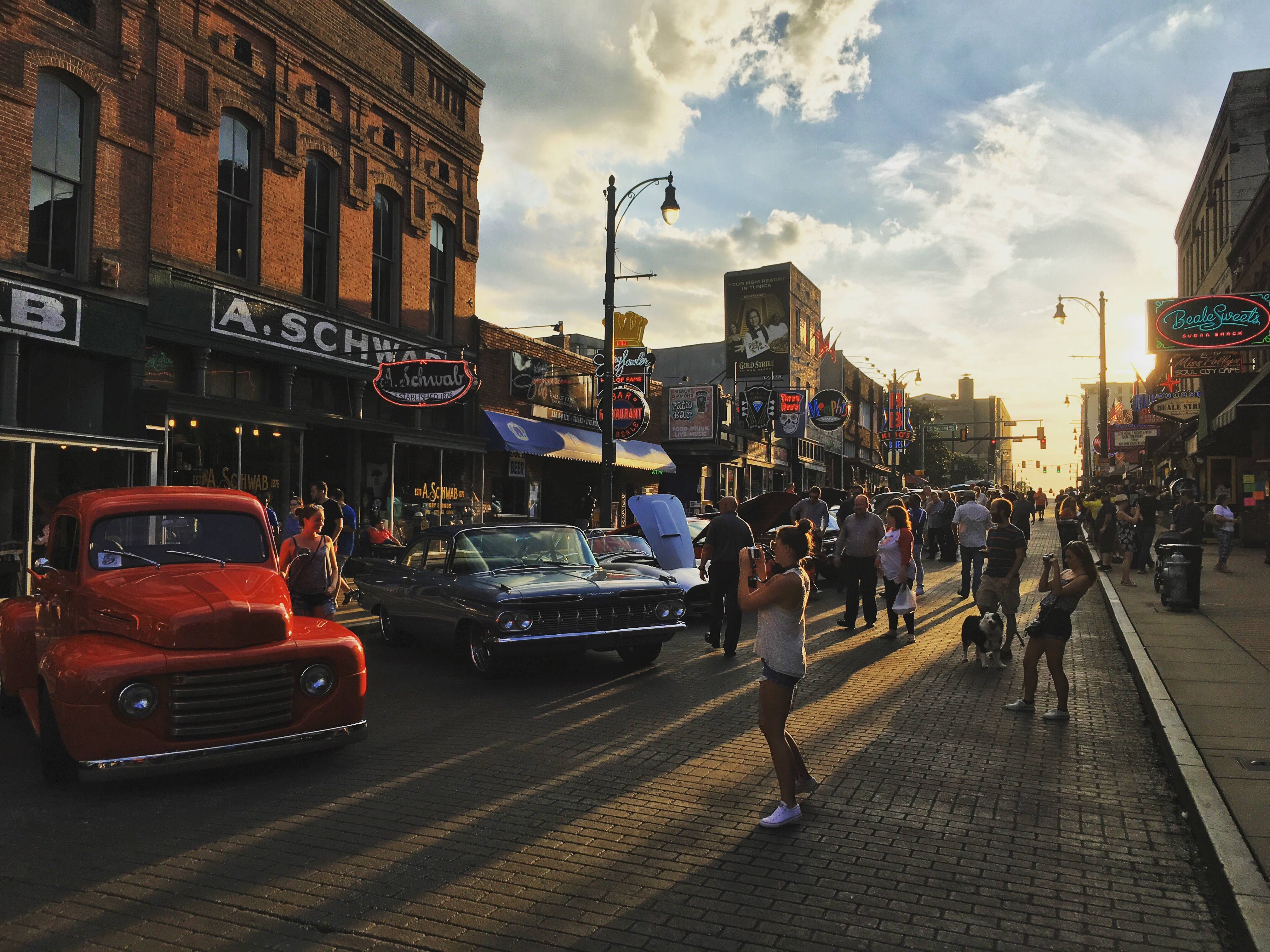
Scena uliczna w Memphis

Spis ludności z roku 2020 stwierdza, że stan Tennessee liczy 6 910 840 mieszkańców, co oznacza wzrost o 564 735 (8,9%) w porównaniu z poprzednim spisem z roku 2010. Dzieci poniżej piątego roku życia stanowią 6,0% populacji, 22,1% mieszkańców nie ukończyło jeszcze osiemnastego roku życia, a 16,7% to osoby mające 65 i więcej lat. 51,2% ludności stanu stanowią kobiety.

### Język
W 2023 roku najpowszechniej używanymi językami są:
- język angielski – 91,7%,
- język hiszpański – 5,1%.

### Rasy i pochodzenie
Według danych pięcioletnich z 2023 roku, 73,5% mieszkańców stanowi ludność biała (71,5% nie licząc Latynosów), 15,9% to czarnoskórzy Amerykanie lub Afroamerykanie, 6% miało rasę mieszaną, 1,8% to Azjaci, 0,25% rdzenna ludność Ameryki i 0,07% Hawajczycy i mieszkańcy innych wysp Pacyfiku. Latynosi stanowią 7,1% ludności stanu.
Poza osobami pochodzenia afroamerykańskiego, do największych grup należą osoby pochodzenia angielskiego (12,3%), „amerykańskiego” (11,7%), irlandzkiego (9,2%) i niemieckiego (9%). Do innych większych grup należą osoby pochodzenia meksykańskiego (266,2 tys.), włoskiego (156,6 tys.), europejskiego nieokreślonego (152,2 tys.), szkockiego (144 tys.), szkocko-irlandzkiego (126,2 tys.), francuskiego (111,2 tys.), afrykańskiego subsaharyjskiego (82,6 tys.), polskiego (72,8 tys.), walijskiego i innego brytyjskiego (71,9 tys.), oraz holenderskiego (55,3 tys.).

## Religia

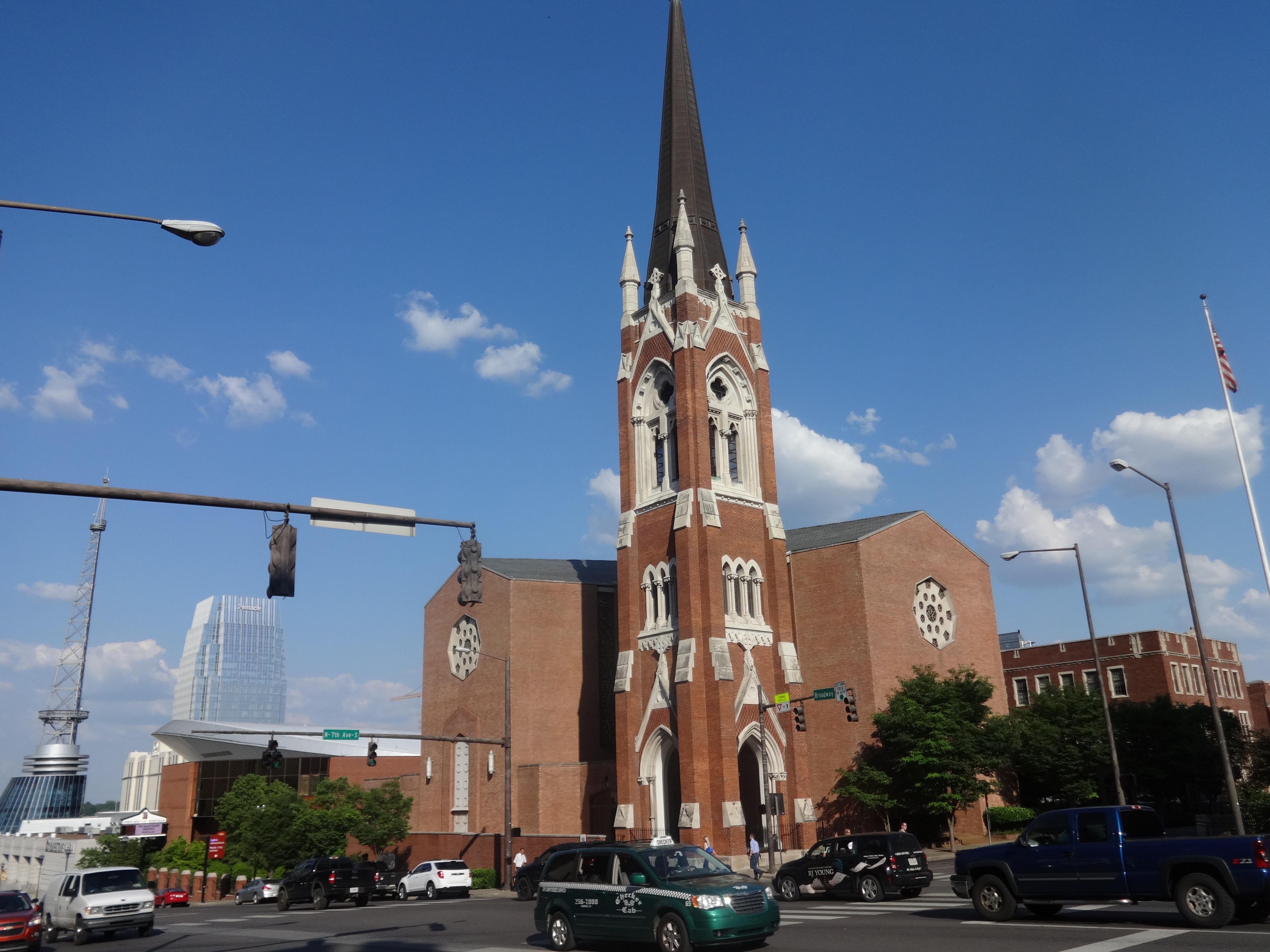
Pierwszy Kościół Baptystów w Nashville

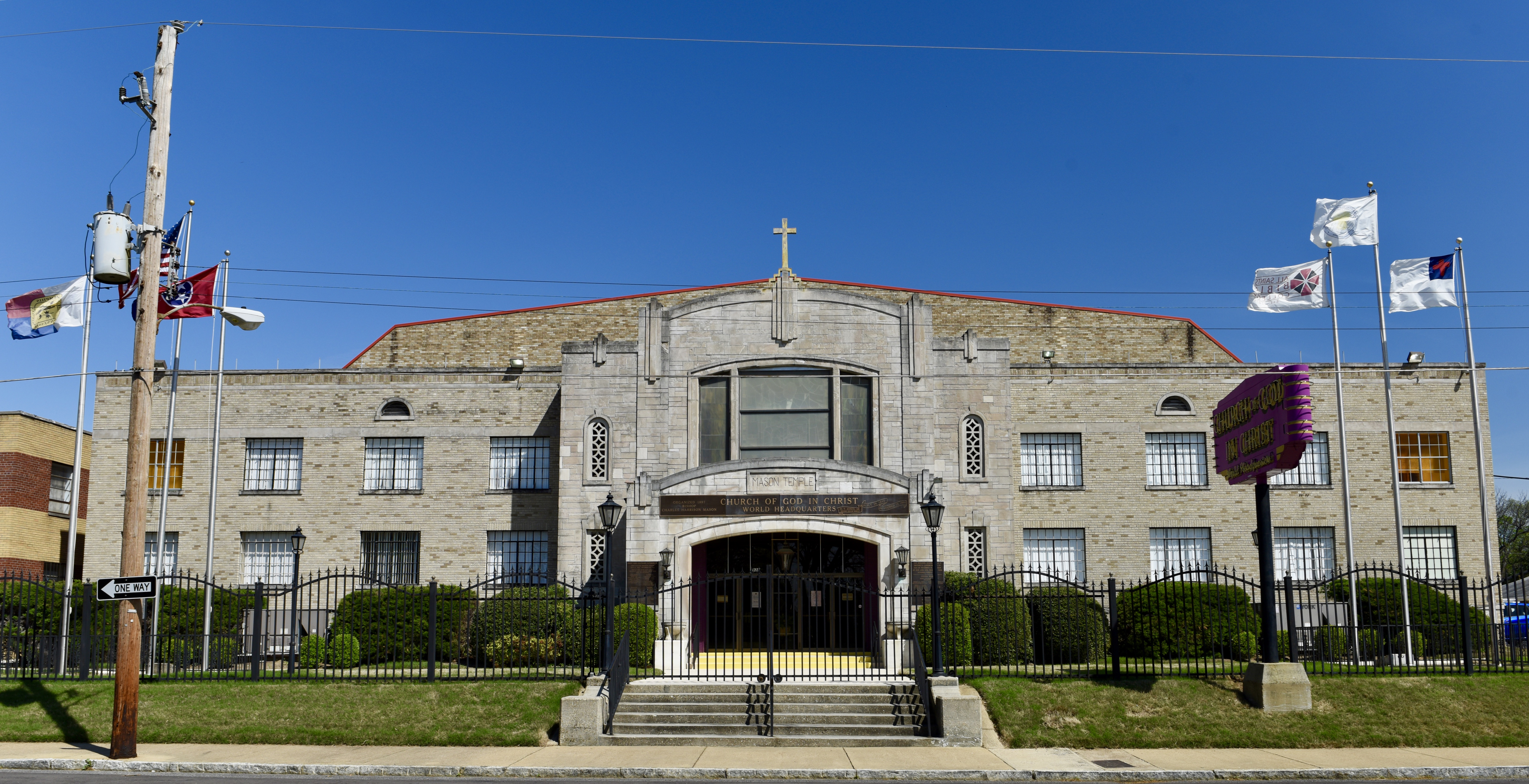
Świątynia Masona w Memphis, będąca międzynarodową siedzibą Kościoła Bożego w Chrystusie

Tennessee jest trzecim najbardziej religijnym stanem w USA, gdzie ponad trzy czwarte dorosłych twierdzi, że wierzy w Boga z absolutną pewnością.
Struktura religijna w 2014 r.:
- protestanci – 73%:
  - ewangelikalni – 52%,
  - głównego nurtu – 13%,
  - historyczni czarni protestanci – 8%,
- bez religii – 14% (w tym: 3% agnostycy i 1% ateiści),
- katolicy – 6%,
- mormoni – 1%,
- pozostałe religie – 6% (w tym: świadkowie Jehowy, żydzi, muzułmanie, hinduiści, prawosławni, buddyści, unitarianie uniwersaliści i bahaiści[12]).

Większość protestantów w Tennessee to baptyści, a największą pojedynczą organizacją w stanie jest Południowa Konwencja Baptystów. Pod względem liczby członków na kolejnych miejscach plasują się Zjednoczony Kościół Metodystyczny i Kościół katolicki. Obok baptystów, społeczność ewangelikalna jest silnie reprezentowana przez lokalne zbory bezdenominacyjne (np. New Direction Christian Church), Kościoły Chrystusowe, zbory zielonoświątkowe i wiele mniejszych grup.

## Gospodarka
Produkt krajowy brutto Tennessee w 2015 roku osiągnął wartość 177,1 mld USD, co uplasowało stan na 18. miejscu w Stanach Zjednoczonych. Roczny wzrost PKB w 2016 roku wyniósł 2% i był wyższy od przeciętnej w Stanach Zjednoczonych (średnia dla wszystkich stanów w 2016 roku wyniosła 1,5%). W przeliczeniu na głowę mieszkańca w 2016 roku wyniósł on 43 267 co uplasowało stan na 38. miejscu spośród amerykańskich stanów (średnia krajowa w 2016 wyniosła 50 577USD).

### Przemysł

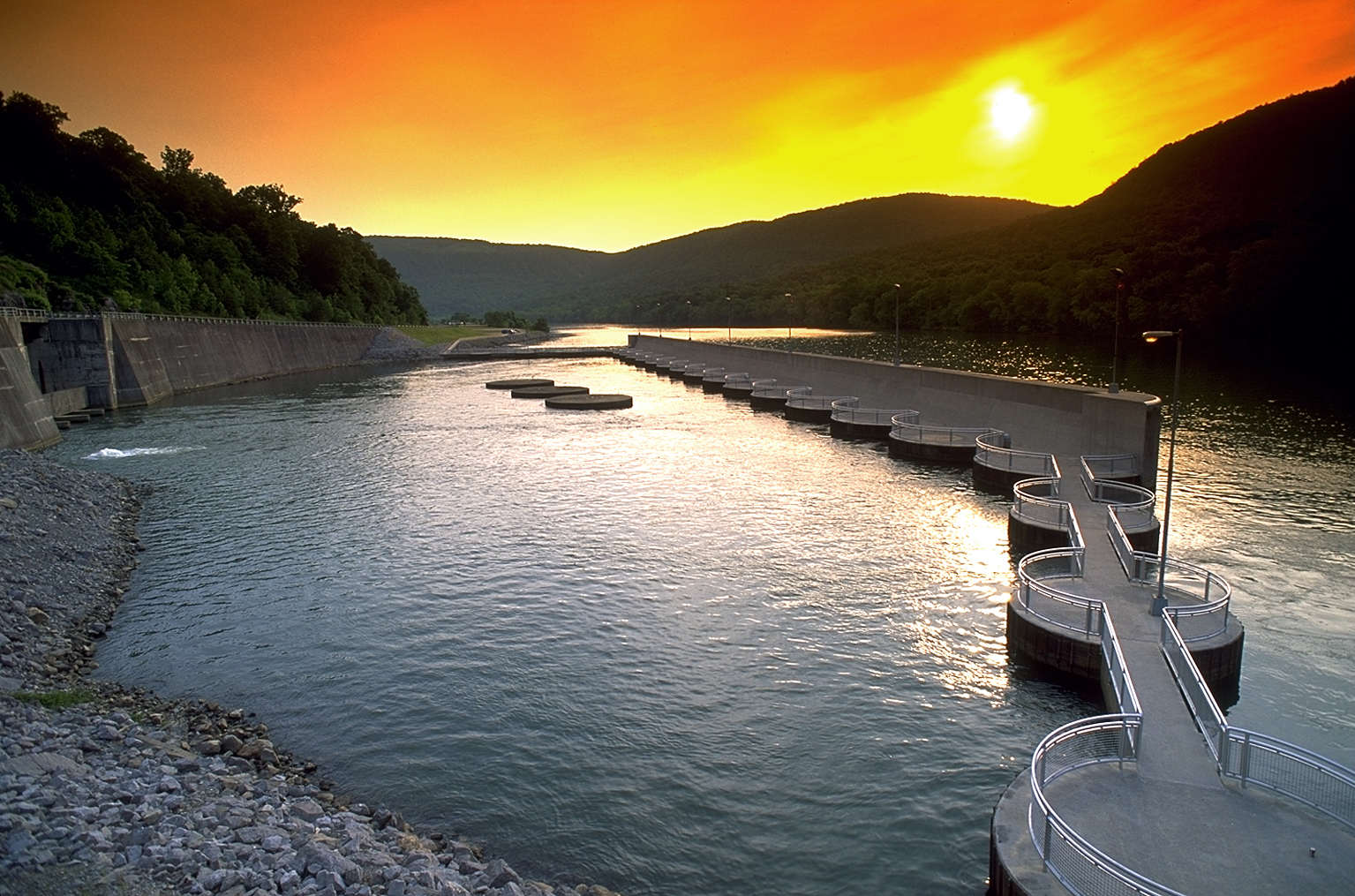
Elektrownia szczytowo-pompowa TVA Raccoon Mountain jest największą elektrownią wodną w stanie Tennessee.

- chemiczny
- tekstylny
- elektro-maszynowy
- wełny
- spożywczy

### Energia
W 2019 roku energia elektryczna w stanie wytwarzana jest przez elektrownie atomowe (44%), węglowe (23%), z gazu ziemnego (20%) i energię wodną (12%).

### Rolnictwo i leśnictwo

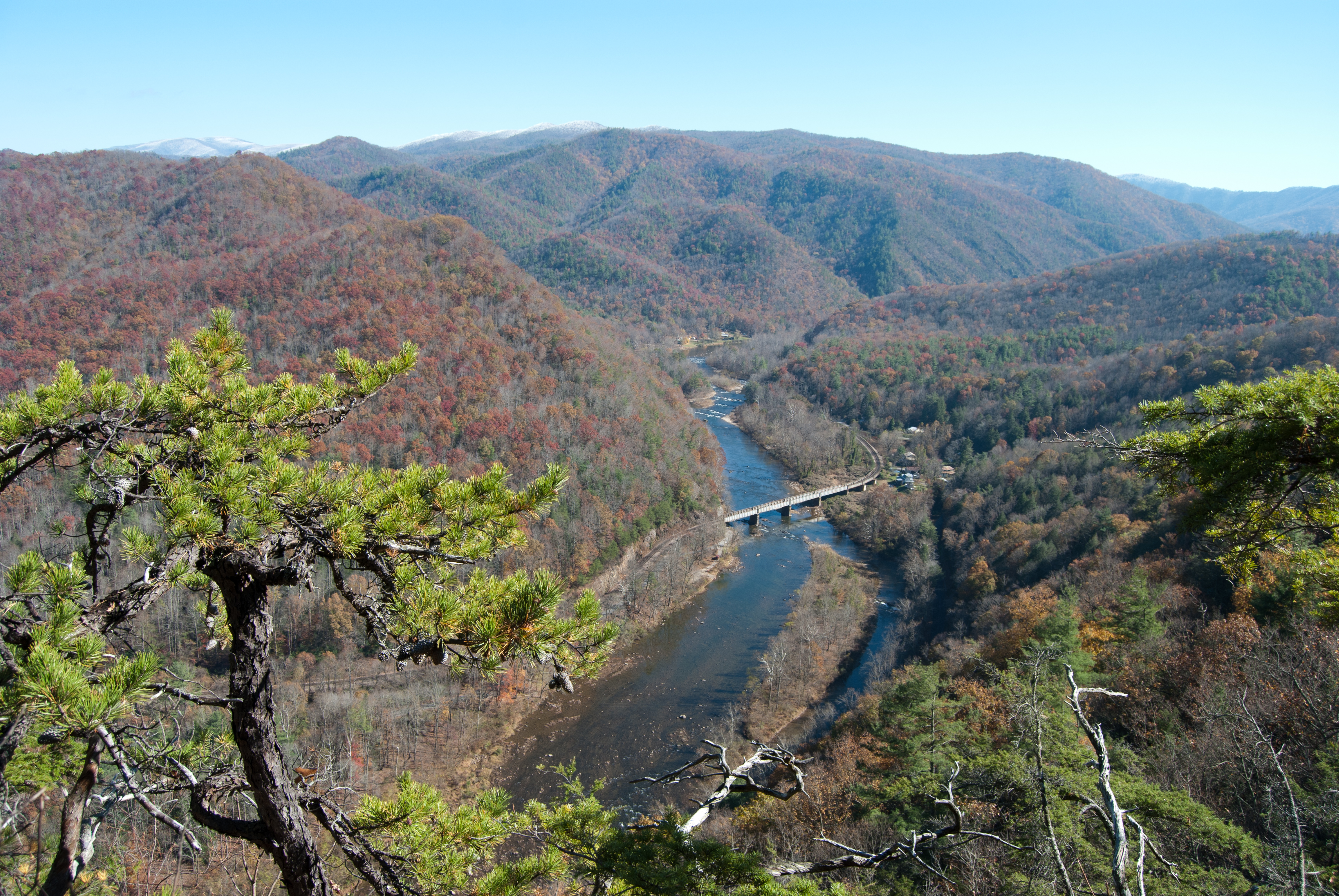
Dolina rzeki Nolichucky

Obszary uprawne zajmują 40% powierzchni stanu. Ponad 14 milionów akrów gruntów rolnych i leśnych poza rolnictwem generuje rocznie około 300 mln dolarów ze sprzedaży drewna, co czyni Tennessee jednym z wiodących w kraju producentów tarcicy liściastej.
- Główne uprawy: tytoń, pomidory, fasola szparagowa, bawełna, soja, kukurydza, pszenica i sorgo
- Hodowla kóz, bydła, koniowatych, brojlerów i trzody chlewnej

### Transport
Najbardziej wysunięte na zachód miasto Tennessee, Memphis, jest jednym z najbardziej ruchliwych na świecie węzłów komunikacyjnych dla transportu barkowego, lotniczego, ciężarowego i kolejowego.

## Uczelnie
| - American Academy of Nutrition - Austin Peay State University - Belmont University - Bethel College McKenzie - Bryan College - Carson-Newman College - Christian Brothers University - Crichton College - Cumberland University - East Tennessee State University - Fisk University - Free Will Baptist Bible College - Freed-Hardeman University - Harding University Graduate School of Religion - Johnson Bible College - King College | - Knoxville College - Lambuth University - Lane College - Le Moyne-Owen College - Lee University - Lincoln Memorial University - Lipscomb University - Martin Methodist College - Maryville College - Meharry Medical College - Memphis College of Art - Middle Tennessee State University - Milligan College - O'More College of Design - Rhodes College - Southern Adventist University | - Southern College of Optometry - Tennessee State University - Tennessee Technological University - Tennessee Temple University - Tennessee Wesleyan College - Trevecca Nazarene University - Tusculum College - Union University - University of Memphis - University of Tennessee (filia w Chattanoodze) - University of Tennessee (filia w Knoxville) - University of Tennessee (filia w Martin) - University of Tennessee (filia w Memphis) - University of Tennessee, Space Institute - University of the South - Vanderbilt University |

## Informacje dodatkowe
- Nashville – światowa stolica muzyki country
- W Tennessee, w Graceland, znajduje się posiadłość i grób Elvisa Presleya
- Park Narodowy Great Smoky Mountains
- Nashville Predators – klub hokejowy występujący w lidze NHL od roku 1998
- W mieście Lewisburg znajduje się związek hodowców koni Tennessee Walker